# Campeonato Alagoano de Futebol da Segunda Divisão de 2017
O Campeonato Alagoano de Futebol - Segunda Divisão de 2017 será a 30ª edição da segunda divisão do Campeonato Estadual de Alagoas. Nessa edição, a competição voltará a contar com 9 equipes disputando apenas uma única vaga a primeira divisão de 2018. Apenas o campeão irá obter o acesso . Antes do início, o FF Sport de Igaci desistiu.

## Regulamento
O regulamento desta edição mudou. 9 equipes disputarão, no mesmo grupo, partidas só de idas. No total serão 9 rodadas e se sagrará campeã a equipe que obter o maior número de pontos.

### Critério de desempate
Os critérios de desempate serão aplicados na seguinte ordem:
1. Maior número de vitórias
2. Maior saldo de gols
3. Maior número de gols pró (marcados)
4. Maior número de gols contra (sofridos)
5. Confronto direto
6. Sorteio

## Equipes participantes
- Nota: O FF Sport de Igaci desistiu da competição.[3]

## Primeira Fase

### Classificação
Desempenho por rodada
- Clubes que lideraram o campeonato ao final de cada rodada:

| Fase Única | Fase Única | Fase Única | Fase Única | Fase Única | Fase Única | Fase Única | Fase Única | Fase Única |
| ---------- | ---------- | ---------- | ---------- | ---------- | ---------- | ---------- | ---------- | ---------- |
| 1          | 2          | 3          | 4          | 5          | 6          | 7          | 8          | 9          |
| IPA        | IPA        | PEN        | DIM        | DIM        | DIM        | DIM        | PEN        | DIM        |

- Clubes que ficaram na última posição do campeonato ao final de cada rodada:

| Fase Única | Fase Única | Fase Única | Fase Única | Fase Única | Fase Única | Fase Única | Fase Única | Fase Única |
| ---------- | ---------- | ---------- | ---------- | ---------- | ---------- | ---------- | ---------- | ---------- |
| 1          | 2          | 3          | 4          | 5          | 6          | 7          | 8          | 9          |
| SDO        | AGR        | COM        | COM        | COM        | COM        | COM        | COM        | COM        |

## Premiação
| Campeonato Alagoano de 2017 - Segunda Divisão |
| Maceió                                        |
| --------------------------------------------- |
| Dimensão Saúde Campeão (1º título)            |